# Jim Whittaker
Jim Whittaker (* 10. února 1929 Seattle) je americký horolezec.
Jeho dvojčetem je horolezec Lou Whittaker. Docházel na Západoseattleskou střední školu a následně na Seattleskou univerzitu. V šedesátých letech působil jako CEO ve společnosti Recreational Equipment Inc. Dne 1. května 1963 stanul jako vůbec první Američan na vrcholu nejvyšší hory planety, Mount Everestu. Spolu s ním vrcholu dosáhl šerpa Nawang Gombu. Vůdcem expedice byl Norman Dyhrenfurth. Stalo se tak deset let po prvovýstupu na tuto horu. Whittaker uvedl, že v rámci příprav na výstup chodil v zimě plavat do jezera Lake Sammamich, stejně tak absolvoval výstup na šestitisícovku Denali s batohem plným cihel (vážil 60 liber, tj. přes 27 kilogramů). Za tento výkon (výstup na Mount Everest) dostal Whittaker spolu s dalšími členy expedice z rukou amerického prezidenta Johna Fitzgeralda Kennedyho Hubbardovu medaili.
Když byla v roce 1965 pojmenována do té doby bezejmenná kanadská čtyřtisícovka jako Mount Kennedy, byl Kennedyho bratr Robert Kennedy pozván, aby to byl on, kdo jako první vystoupí na její vrchol. Whittaker byl vybrán jako jeho vůdce. V roce 1975 absolvoval neúspěšnou expedici na druhou nejvyšší horu světa – K2. O tři roky později, v roce 1978, byl vůdcem další expedice na K2, avšak sám se rozhodl na vrchol nevystupovat. Roku 1990 vedl mírový výstup na Mount Everest, při němž byli v expedici Američané, Rusové a Číňané. On sám neměl ambice vystoupit na vrchol. Jeho manželkou je fotografka Dianne Roberts.